# 廣德公主 (南唐)
廣德公主（?—?），是中国五代十国南唐开国皇帝烈祖李昪义父徐温之女。
徐温在杨渥死后，就掌握了吴国的政权。其女嫁给将领李建勋。徐温死后，义子徐知诰继承其位，最后取代吴国，建立齐国。册封徐温之女为广德长公主。939年，徐知诰自称唐朝的后裔，改名李昪，为本生父母发丧，与皇后斩衰值守于祭堂，如初丧之礼，早晚拜祭五十四天。广德长公主以丧服到祭堂哀哭尽礼，如同父母之丧。